# Uttaradit (thị xã)
Uttaradit là thị xã thủ phủ của tỉnh Uttaradit. Vào thời Sukhothai, đây là nơi biên giới phía bắc của Thái Lan. Thị xã này được nối mạng giao thông với đường sắt quốc gia Thái Lan.